# 甘油-2-磷酸
甘油-2-磷酸（或称为β-甘油磷酸，缩写BGP）是一种有机磷化合物，化学式C3H9O6P，为甘油的2号位羟基的磷酸酯，不具有手性。